# Football Club Aregno Calvi
Il Football Club Aregno Calvi, anche detto FC Calvi o FCA Calvi, è una società calcistica còrsa fondata nel 1986 a Calvi, in Corsica. Oggi milita in quarta divisione nazionale francese e disputa le partite casalinghe nello stadio Faustin Bartoli.

## Palmarès

### Competizioni nazionali
- Championnat de France amateur 2: 1

2010-2011

### Competizioni regionali
- Coppa di Corsica: 3

2010-2011, 2011-2012, 2012-2013